# Arcte coerula
Arcte coerula är en fjärilsart som beskrevs av Achille Guenée 1852. Arcte coerula ingår i släktet Arcte och familjen nattflyn. Inga underarter finns listade i Catalogue of Life.

## Bildgalleri

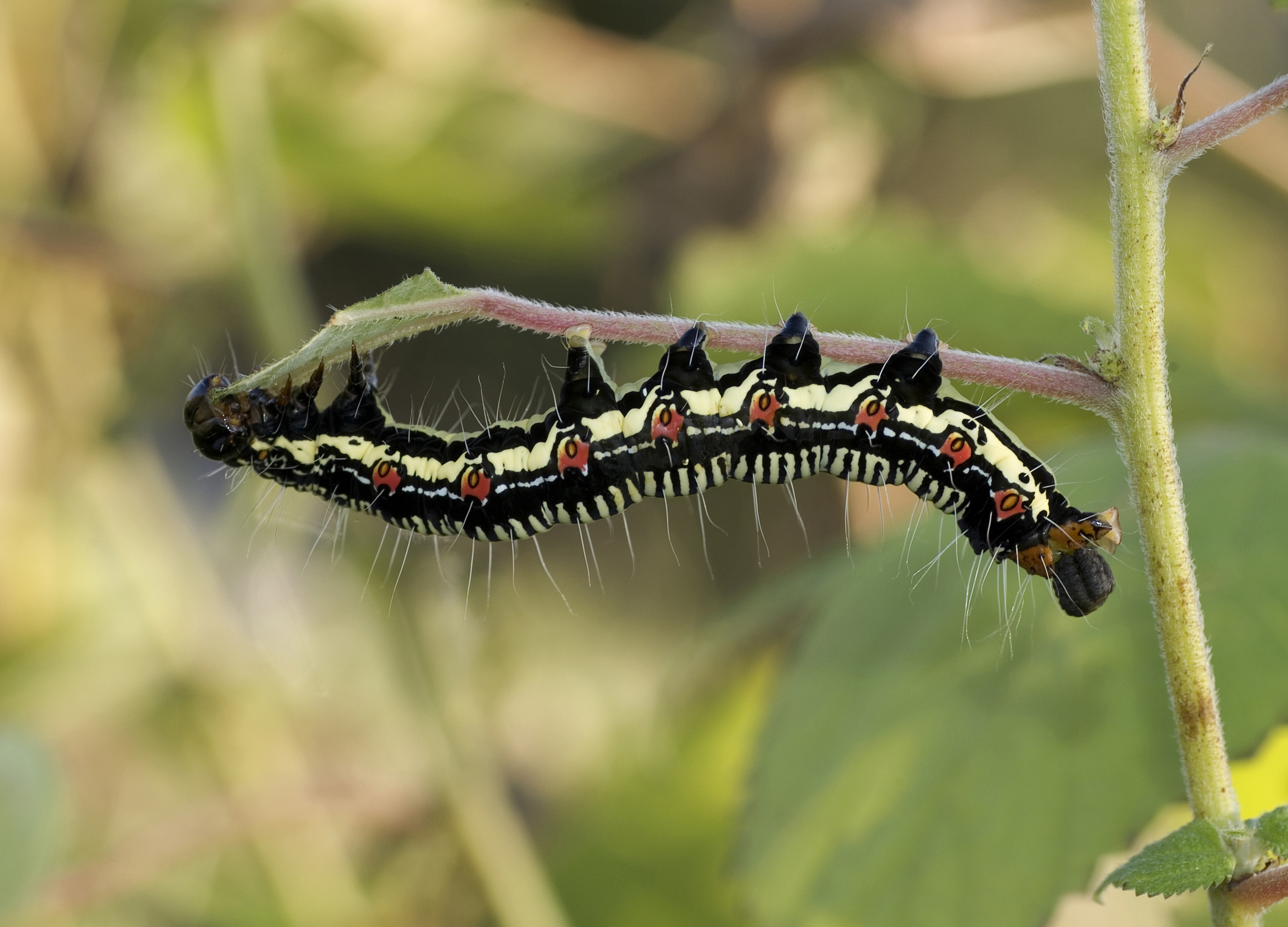